# ヒツジバエ上科
ヒツジバエ上科（ヒツジバエじょうか、学名：Oestroidea）は、ハエ目の一分類である。クロバエ科、ヒツジバエ科などの衛生害虫を含む。

## 下位分類
- クロバエ科 Calliphoridae
- Mystacinobiidae Mystacinobiidae
- ヒツジバエ科 Oestridae
- ワラジムシヤドリバエ科 Rhinophoridae
- ニクバエ科 Sarcophagidae
- ヤドリバエ科 Tachinidae